# Liz Ureta
Rosa Elizabeth Ureta Travesí, conocida simplemente como Liz Ureta, es una actriz peruana.

## Biografía
Inició su carrera como actriz siendo muy niña en su país, Perú. Incursionó exitosamente en el género dramático al participar en las telenovelas: Historia de Tres Hermanas, Caras sucias, El secreto de sor Teresa, Difamada, Ansiedad, La molinera, Boda diabólica y Simplemente María.
En la década de los 70 le siguieron las telenovelas: El adorable Profesor Aldao, Mujeres que trabajan, Lo que trajo el mar, Una larga noche y Tres mujeres, tres vidas. 
A partir de la década de los 80 le siguieron las series Barragán, Los Pérez Gil, y la telenovela histórica Bolívar.
También destacó en el cine y teatro.

## Trayectoria

### Telenovelas
- Historia de Tres Hermanas
- Caras sucias
- El secreto de sor Teresa
- Difamada
- Ansiedad
- La leyenda de las ruinas
- Simplemente María
- El adorable Profesor Aldao
- Mujeres que trabajan
- Lo que trajo el mar
- Una larga noche

### Series
- Barragán
- Los Pérez Gil
- Bolivar